# 陆步轩
陆步轩（1965年—），生于陕西省西安市长安县，中國豬肉商人，號稱北大屠夫。

## 生平
陆步轩8岁时，其母亲在窑洞挖白土时坍塌，因而身亡。
陆步轩第一次高考考上的是西安师专，但他並不滿意，因此繼續高考。1985年，陆步轩的文科高考成績名列西安长安县第一，陕西省第十四，並被北京大學中文系錄取，毕业后他被分配到长安县柴油机厂工作。此後他又被借調到縣计经委任職，他後來離開體制，從事装修、挖金矿等行業。1999年，陆步轩和妻子在長安縣韦曲镇汽车站附近開設「眼鏡肉店」，開始進入卖猪肉行業。
2003年，陆步轩在西安賣豬肉的事情被中國多家媒体報道，隨後引起社會注意，陆步轩也得名北大屠夫。陕西省西安市长安区地方志办公室於是邀請陆步轩前來工作，陆步轩同意在該機構掛職工作，主要編輯地方志和年鉴。他在該地方志辦公室一直任職至2016年。
2011年12月，陆步轩成為广州一所屠夫学校的老师，並且教授《猪肉营销学》。該屠夫學校由北京大學校友陳生開辦。随后，陆步轩和陈生共同创办猪肉品牌「壹号土猪」以及公司「广东壹号食品股份有限公司」，陆步轩成为品牌顾问，之後又出任屠夫学校名誉校长。

## 作品
- 《屠夫看世界》[7]
- 《北大“屠夫”》[7]